# ČD-Baureihe 709
Die Fahrzeuge der ČD-Baureihe 709 sind zweiachsige Rangierlokomotiven des tschechischen Eisenbahnverkehrsunternehmens České dráhy (ČD). Sie wurden als Weiterentwicklung der ČD-Baureihe 708 als erste Neukonstruktion der ČMKS Holding gefertigt. Die Hybridlokomotiven verfügen über einen Dieselmotor und einen Akkumulator. Sie dienen vornehmlich dem Verschub in Lokomotivdepots sowie dem leichten Übergabedienst.
13 Lokomotiven der Serie wurden nach Serbien an die Železnice Srbije geliefert und dort als 621 100–112 bezeichnet. Die Maschine wird Effishunter genannt, was deutsch etwa effiziente Rangierlokomotive bedeutet.

## Geschichte

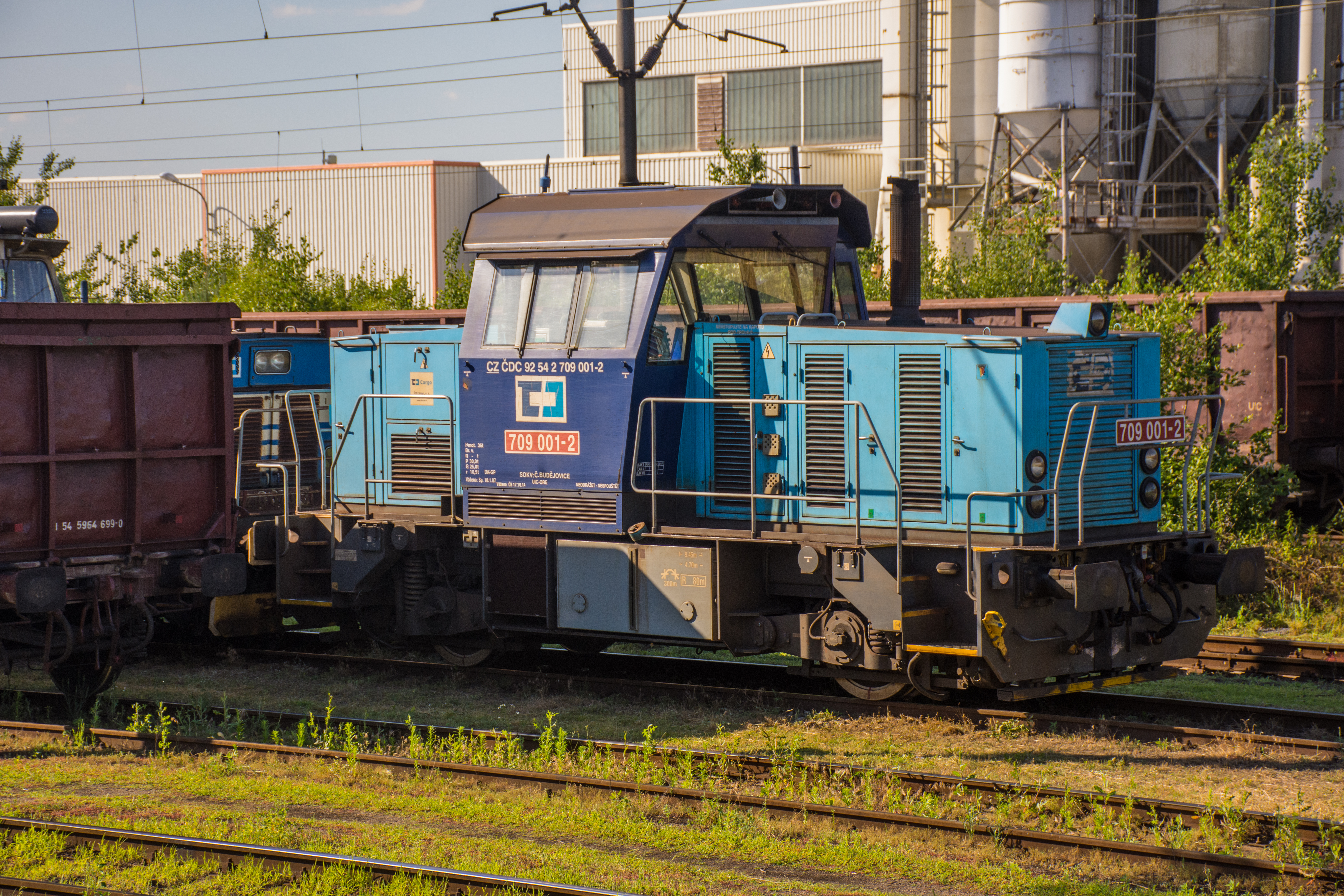
Betriebsbild der Lokomotive 709 001 2019 in České Budějovice

Die JLS (ČMKS-Jihlavská lokomotivní společnost, s.r.o.) lieferte 1999 im Konsortium mit ČKD Dopravní systémy eine Lokomotive an die ČD aus. Diese entstand unter Verwendung des Rahmens, der Antriebsanlage und des Fahrwerks von ČKD und der modularen Verkleidung von ČMKS. Der Prototyp wurde 1999 auf einer Messe in Brno ausgestellt, die gesamte Lokomotive jedoch erst 2002 fertiggestellt. Bei ähnlichem Aussehen und ähnlichen Daten wie die ČD-Baureihe 708 ist sie jedoch eine eigenständige Konstruktion.
Einem Mieteinsatz in Deutschland bei EKO-Stahl folgte der Einsatz in Serbien bei der Železnice Srbije. Daraus folgte eine Bestellung von zwölf Lokomotiven, von denen die erste mit geringfügigen Änderungen 2006 hergestellt wurde.
Ferner folgten zunächst zwei Lokomotiven für ČD Cargo, die als 709 401 und 402 bezeichnet wurden. Die 709 401 wurde 2006 auf der InnoTrans in Berlin gezeigt. Beide Lokomotiven erhielten später die Betriebsnummern 709 001 und 002. Sie waren die ersten neuen Lokomotiven von ČD Cargo. Die Lokomotiven wurden 2007 in Ústí nad Labem beheimatet, sie wurden im Bahnhof Ústí nad Labem Západ zum Rangieren von Kesselwagen und zur Bedienung der Wagenwerkstatt eingesetzt. Für diesen Dienst reichten die Loks nicht aus, sodass sie nach České Budějovice umstationiert wurden. 2006–2009 wurden fünf weitere Lokomotiven von der Nachfolgegesellschaft CZ Loko geliefert, die die Betriebsnummern 709 702–706 erhielten.

## Konstruktive Merkmale
Die Haubenlokomotiven weisen zwei unterschiedlich lange Vorbauten und einem Mittelführerstand auf. In der etwas längeren Fronthaube befinden sich die Antriebseinheit, bestehend aus dem Dieselmotor und dem Traktionsgenerator. Das Führerhaus wird über die Umläufe der Lok betreten, darin ist für jede Fahrtrichtung diagonal versetzt ein Führerstand vorhanden. Die schraubengefederten Radsätze werden durch Pendelarme geführt. Diese übertragen auch die Zug- und Bremskräfte.
Die Antriebseinheit besteht aus dem Dieselmotor C 15 von Caterpillar und einem Drehstromgenerator, der den Strom über einen elektronischen Regler an die Gleichstrom-Fahrmotoren gibt. Über Tatzlagerantriebe werden beide Radsätze angetrieben. Im vorderen Vorbau befinden sich ein Luftpresser und das Leitsystem, im hinteren Vorbau sind die Batterie und die Widerstandsbremse sowie die pneumatische Steuerung untergebracht.